# Charles Lewinsky
Pour les articles homonymes, voir Lewinsky.
Charles Lewinsky, né le 14 avril 1946  à Zurich, est un écrivain, dramaturge et metteur en scène.
En 2006, parait son roman-fleuve Melnitz, la saga d'une famille juive en Suisse entre 1871 et 1945. Le livre est traduit en Espagne, en Italie et aux Pays-Bas.
Il vit en Franche-Comté (France).

## Publications
- Melnitz : roman (trad. de l'allemand), Paris, Grasset, 2008, 767 p. (ISBN 978-2-246-71671-6)
  - L'histoire d'une famille juive en Suisse de 1871 à 1939
- Un village sans histoire (trad. de l'allemand), Paris, Grasset, 2010, 382 p. (ISBN 978-2-246-71771-3)
- Un Juif tout à fait ordinaire. Monologue d'un règlement de comptes. Éditions du Tricorne, Genève, 2011.
- Retour indésirable, Grasset, 2013

## Récompense
- Prix du Meilleur livre étranger 2008 pour Melnitz
- Prix Lipp Suisse : 2009